# Tamio Kawabata
Tamio Kawabata (jap. 川端 民生, Kawabata Tamio; * 10. Juli 1947 in Hokkaido; † 26. Juli 2000) war ein japanischer Jazzmusiker (E-Bass, Kontrabass).
Tamio Kawabata arbeitete ab den 1970er-Jahren in der japanischen Jazzszene u. a. mit Kenji Mori und Hideo Ichikawa, mit denen 1974 erste Aufnahmen entstanden, außerdem mit Takeshi Shibuya, Shun Sakai, Shigeharu Mukai, Junichiro Ohguchi, Kazunori Takeda, Kōichi Matsukaze, Maki Asakawa und in der Band Native Son, in den frühen 1980er-Jahren gehörte er den Bands von Yosuke Yamashita und Akira Sakata (EP Trauma, 1982) an; außerdem war er in den 1980er- und 1990er-Jahren an Aufnahmen von Tomoki Takahashi (Another Soil, 1980, mit Elvin Jones), Hitoshi Okano, Keizo Inoue, Akira Sakata, Eiichi Hayashi und Ryōjirō Furusawa beteiligt. Der Diskograf Tom Lord listet seine Beteiligung im Bereich des Jazz zwischen 1974 und 1992 bei 45 Aufnahmesessions.

## Diskographische Hinweise
- Yukihiro Isso, Tamio Kawabata, Peter Brötzmann, Ryōjirō Furusawa: Vier Tiere  (Clockwise, 1994)